# ایرینا ورونکووا
ایرینا ورونکووا (روسی: Ирина Андреевна Воронкова؛ زادهٔ ۲۰ اکتبر ۱۹۹۵) بازیکن والیبال اهل روسیه است.